# باول فيرنون غالواي
باول فيرنون غالواي (بالإنجليزية: Paul Vernon Galloway)‏ هو كاهن كاثوليكي أمريكي، ولد في 5 أبريل 1904، وتوفي في 5 أغسطس 1990.